# Павловце над Ухом
Павловце над Ухом (слч. Pavlovce nad Uhom) насељено је мјесто са административним статусом сеоске општине (слч. obec) у округу Михаловце, у Кошичком крају, Словачка Република.

## Становништво
| Година:    | 1994. | 2004.    | 2014.   | 2024.   |
| ---------- | ----- | -------- | ------- | ------- |
| Број људи: | 3924  | 4530     | 4477    | 4663    |
| Разлика:   |       | +15,44 % | -1,16 % | +4,15 % |

| Година:    | 2023. | 2024.   |
| ---------- | ----- | ------- |
| Број људи: | 4652  | 4663    |
| Разлика:   |       | +0,23 % |

Према подацима о броју становника из 2011. године насеље је имало 4.413 становника.